# Іст-Пойнт (Джорджія)
Іст-Пойнт (англ. East Point) — місто (англ. city) в США, в окрузі Фултон штату Джорджія. Населення — 38 358 осіб (2020).

## Географія
Іст-Пойнт розташований за координатами 33°40′10″ пн. ш. 84°28′13″ зх. д. / 33.66944° пн. ш. 84.47028° зх. д. (33.669460, -84.470360).  За даними Бюро перепису населення США в 2010 році місто мало площу 38,05 км², з яких 38,00 км² — суходіл та 0,05 км² — водойми.

## Демографія
Згідно з переписом 2010 року, у місті мешкало 33 712 осіб у 13 333 домогосподарствах у складі 7735 родин. Густота населення становила 886 осіб/км².  Було 17225 помешкань (453/км²).
Расовий склад населення:
| - 74,6 % — чорних або афроамериканців - 16,1 % — білих - 0,8 % — азіатів - 0,4 % — корінних американців - 6,0 % — осіб інших рас |

До двох чи більше рас належало 2,0 %. Частка іспаномовних становила 11,5 % від усіх жителів.
За віковим діапазоном населення розподілялося таким чином: 25,9 % — особи молодші 18 років, 65,4 % — особи у віці 18—64 років, 8,7 % — особи у віці 65 років та старші. Медіана віку мешканця становила 33,1 року. На 100 осіб жіночої статі у місті припадало 90,3 чоловіків;  на 100 жінок у віці від 18 років та старших — 85,8 чоловіків також старших 18 років.
Середній дохід на одне домашнє господарство  становив 46 123 долари США (медіана — 37 049), а середній дохід на одну сім'ю — 50 044 долари (медіана — 38 546). Медіана доходів становила 36 972 долари для чоловіків та 33 777 доларів для жінок. За межею бідності перебувало 27,9 % осіб, у тому числі 43,4 % дітей у віці до 18 років та 20,7 % осіб у віці 65 років та старших.
Цивільне працевлаштоване населення становило 15 231 осіб. Основні галузі зайнятості: освіта, охорона здоров'я та соціальна допомога — 23,7 %, науковці, спеціалісти, менеджери — 12,9 %, мистецтво, розваги та відпочинок — 12,5 %.